# Phathana Inthavong
Phathana Inthavong (n. Vientián, 15 de julio de 1997) es un nadador de estilo libre laosiano.

## Biografía
Debutó en el Campeonato Mundial de Natación de 2011 en los 50 m libre, quedando en la posición 101 con un tiempo de 28.94
Hizo su primera aparición en los Juegos Olímpicos de Londres 2012, nadando en la prueba de 50 m libre. Nadó en la primera serie, y quedó segundo de la misma con un tiempo de 28.17, insuficiente para pasar a las semifinales al quedar en la posición 56 en el sumario total. También nadó en el Campeonato Mundial de Natación en Piscina Corta de 2012 y en el Campeonato Mundial de Natación de 2013.